# ハリウッド玉手箱
『ハリウッド玉手箱』（ハリウッドたまてばこ、Hollywood Canteen）は、1944年に公開されたアメリカ合衆国のロマンチックコメディ・ミュージカル映画。出演はジョーン・レスリー、ロバート・ハットン、デーン・クラーク。監督・脚本はデルマー・デイヴィス。
舞台は、第2次世界大戦当時、ハリウッドにあった軍人向けの食堂「ハリウッド・キャンティーン」で、店の名前がそのまま映画のタイトルになっている。この食堂はベティ・デイヴィスとジョン・ガーフィールドの呼びかけで誕生し、多くのスターがボランティアで調理、給仕、さらにエンタテインメントを提供した。そのスターたちがこの映画にも本人役で多数カメオ出演している。

## あらすじ
第２次世界大戦中、ニューギニアで日本軍と戦っていたスリム・グリーン伍長とノーラン軍曹は3日間の休暇をもらいアメリカに帰国する。多くのスターに会えると聞き、ハリウッド・キャンティーンに出かける。そこでスリムは憧れの女優ジョーン・レスリーと出会え、さらにデートまでしてもらう。ハリウッド・キャンティーンでスターたちが繰り広げる玉手箱のようなステージ。二人はつかのまの夢と享楽で英気を養い、再び戦場へと旅立つ。

## キャスト
- ジョーン・レスリー：ジョーン・レスリー ※本人役
- スリム・グリーン伍長：ロバート・ハットン（英語版）
- ノーラン軍曹：デーン・クラーク（英語版）

### カメオ出演
- ジョー・E・ブラウン（英語版）
- ジミー・ドーシー（英語版）
- ジェーン・ワイマン
- バーバラ・スタンウィック
- ジャック・カーソン
- ベティ・デイヴィス
- ゴールデン・ゲート・カルテット（英語版）
- エディ・カンター
- S・Z・サカール（英語版）
- ロイ・ロジャース
- アイダ・ルピノ
- アンドリューズ・シスターズ
- シドニー・グリーンストリート（英語版）
- ピーター・ローレ
- ポール・ヘンリード
- ドナルド・ウッズ（英語版）
- アレクシス・スミス（英語版）
- デニス・モーガン（英語版）
- ジョーン・クロフォード
- ジョン・ガーフィールド
- ヘルムート・ダンテイン（英語版）
- ザカリー・スコット（英語版）
- ジョーン・マクラッケン（英語版）
- ヨーゼフ・シゲティ
- ジャック・ベニー
- カーメン・キャバレロ

## ミュージカル・ナンバー
- "Hollywood Canteen"（歌：アンドリューズ・シスターズ） - タイトルバック
- "What Are You Doin' the Rest of Your Life"（歌：ジャック・カーソン＆ジェーン・ワイマン、演奏：ジミー・ドーシー楽団）
- "The General Jumped at Dawn"（歌：ゴールデン・ゲート・カルテット）
- "We're Having a Baby'"（歌：エディ・カンター＆ノラ・ルー・マーティン）
- "Tumblin' Tumbleweeds"（歌：サンズ・オブ・ザ・パイオニアーズ）
- "Don't Fence Me In"（歌：ロイ・ロジャース＆サンズ・オブ・ザ・パイオニアーズ）
- "Gettin' Corns For My Country"（歌：アンドリューズ・シスターズ、演奏：ジミー・ドーシー楽団）
- "Don't Fence Me In"（歌：アンドリューズ・シスターズ、演奏：ジミー・ドーシー楽団）
- "You Can Always Tell a Yank"（歌：デニス・モーガン＆ジョー・E・ブラウン、演奏：ジミー・ドーシー楽団）
- "Sweet Dreams, Sweetheart"（歌：ジョーン・レスリー、実際はサリー・スウィートランドの吹替）
- "Ballet in Jive"'（踊り：ジョーン・マクラッケン）
- 蜜蜂（演奏：ヨーゼフ・シゲティ）
- 思い出（演奏：ヨーゼフ・シゲティ＆ジャック・ベニー）
- "Voodoo Moon"（演奏：カーメン・キャバレロ楽団）
- "Dance"（踊り：アントニオとロザリオ）
- "Sweet Dreams, Sweetheart"'（歌：キティ・カーライル）

## 制作
制作は1943年にスタートしたが、映画俳優組合やワーナー・ブラザースなどの給与をめぐる紛争、さらにカメオ出演したスターたちに支払われるギャラを巡っての中断があった。
ロケ場所はサンセット・ストリップ、ベル・エアの住宅街、在郷軍人局病院など。
キューイング装置を含むワーナー・ブラザースが新開発した録音機器がこの映画ではじめて使用された。

## 評価
評価は賛否両論。『バラエティ』誌は「この映画の出演者の名前全部を書き出せる看板なんて存在しない。それはともかく、基本的に内容がある。ストーリー、繋がり、心情が描かれている」。『デイリーニューズ』紙のケイト・キャメロンは「ショーの場面は手が込んでいるが、監督・脚本のデルマー・デイヴィスの慎ましさに欠けるハリウッド賛美は見てて恥ずかしくなるほど」
第17回アカデミー賞ではアカデミー歌曲賞（『Sweet Dreams, Sweetheart』）、アカデミー作曲賞（M・K・ジェローム、テッド・ケーラー）、アカデミー録音賞（ネイサン・レヴィンソン）の3部門でノミネートされた。

### 興行
否定的なレビューもあったが、観客には好評でこの年の興行収入第4位。ワーナー・ブラザースはチケット売上の40%をハリウッド・キャンティーンに寄付した。
ワーナー・ブラザーズによると、この映画はその年ワーナーで一番売れた作品で、アメリカ・カナダを合わせた北米市場で3,831,000ドル、海外で1,621,000ドルを稼いだ。